# 가시와자키촌 (이시카와현)
가시와자키촌(柏崎村)은 이시카와현 하쿠이군에 설치되었던 촌이다.